# Боложинов
Боложинов (укр. Боложинів) — село в Бусской городской общине Золочевского района Львовской области Украины.
Население по переписи 2001 года составляло 478 человек. Занимает площадь 2,479 км². Почтовый индекс — 80527. Телефонный код — 3264.

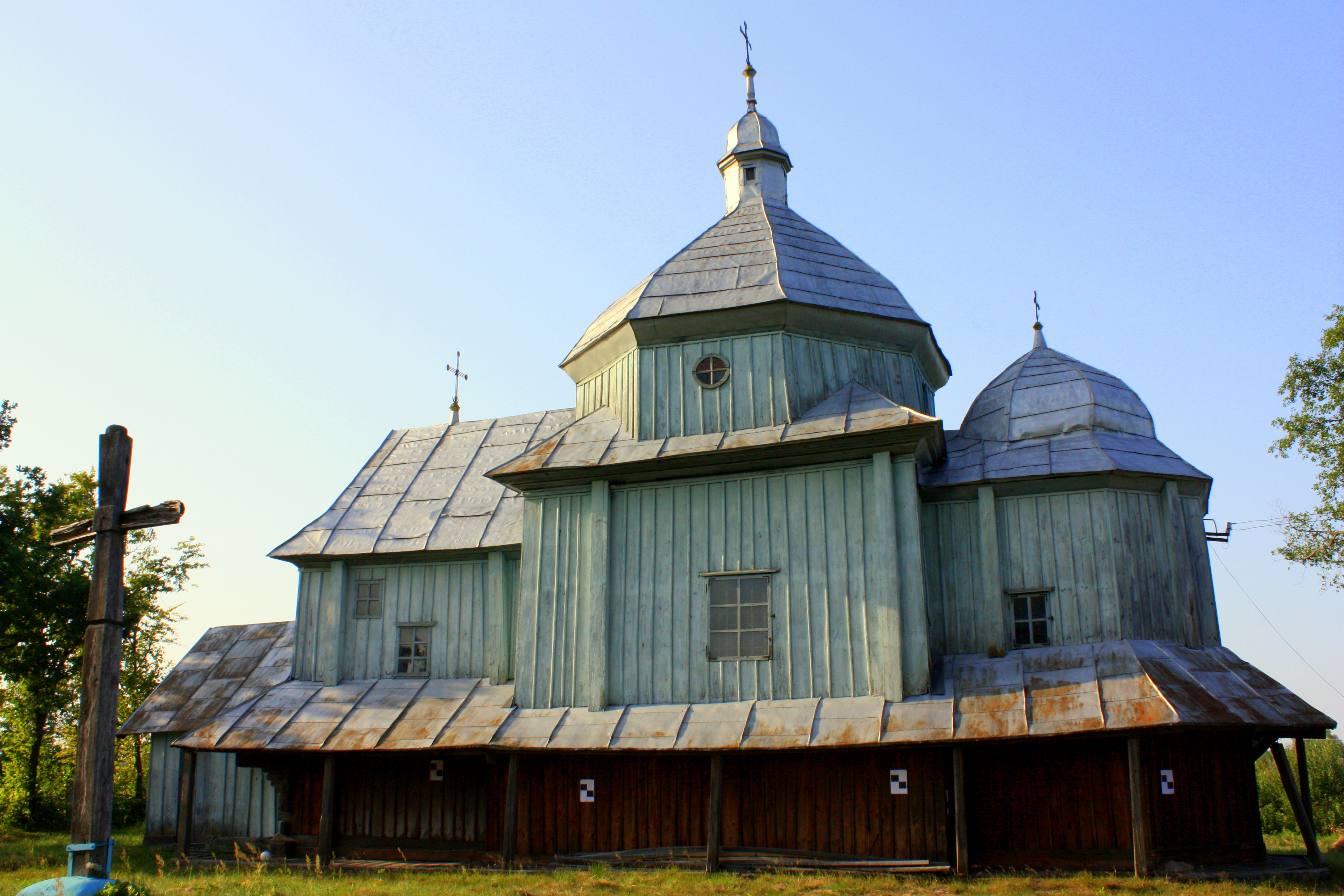
Церковь Иоанна Богослова XVII века